# Thomas Wessinghage
Thomas Wessinghage (Hagen, 22 februari 1952) is een voormalige Duitse atleet, die gespecialiseerd was in de 1500 m. Hij domineerde de Europese wedstrijden op deze afstand eind jaren zeventig, begin jaren tachtig. Bovendien leverde hij ook goede prestaties op de langere afstanden tot en met de 5000 m. Hij werd op de 1500 m viermaal Europees indoorkampioen en op de 5000 m eenmaal Europees outdoorkampioen en werd viermaal geselecteerd voor het Duitse olympische team, maar kon wegens de olympische boycot van West-Duitsland (1980) en een botbreuk (1984) niet aan die twee laatste Olympische Spelen deelnemen. Met zijn 62 internationale deelnames is hij recordhouder bij de Duitse atletiekbond.

## Biografie

### Loopbaan als medicus
In 1977 voltooide Wessinghage met een staatsexamen zijn studie medicijnen. Van 1996 tot 2002 was hij medisch directeur en hoofdarts van de revalidatiekliniek Saarschleife in Mettlach. In 2002 werd hij medisch directeur van de revalidatiekliniek in Damp. Die functie bekleedde hij tot 2008. Sindsdien was hij hoofdarts, medisch directeur en directeur van drie klinieken van Medical Park AG in Bad Wiessee. Op 15 september 2020 ging Wessinghage na 42 dienstjaren met pensioen.

### Loopbaan als atleet
Op 17 augustus 1977 verbeterde Wessinghage in Keulen met zijn teamgenoten Harald Hudak, Michael Lederer en Karl Fleschen het wereldrecord op de, vrij ongebruikelijke, 4 x 1500 m estafette naar 14.38,8. Een record dat pas meer dan 30 jaar later verbroken werd door een Keniaans team tijdens de Memorial Van Damme van 2009. In 1980 verbeterde hij het Duitse record op de 1500 m naar 3.31,58. Dit record is sindsdien niet meer verbroken (peildatum december 2020). In dezelfde wedstrijd liep de Brit Steve Ovett een wereldrecord van 3.31,36. Dat jaar kon hij wegens de boycot van zijn land niet deelnemen aan de Olympische Spelen van Moskou.
In het jaar erop werd hij verkozen tot Duits atleet van het jaar. Tijdens de Europese kampioenschappen van 1982 leverde Thomas Wessinghage de grootste prestatie van zijn sportcarrière door de finale van de 5000 m te winnen. Met een tijd van 13.28,90 versloeg hij de Oost-Duitser Werner Schildhauer (zilver; 13.30,03) en de Britse wereldrecordhouder David Moorcroft (brons; 13.30,42).
Wegens een botbreuk moest Wessinghage zijn deelname aan de Olympische Spelen van 1984 in Los Angeles intrekken. In 1985 kreeg hij de Rudolf-Harbig-Gedächtnispreis uitgereikt.
Op zijn marathondebuut in Berlijn in 1989 liep Wessinghage een goede 2 uur en 26 minuten.

## Titels
- Europees kampioen 5000 m - 1982
- Europees indoorkampioen 1500 m - 1975, 1980, 1981, 1983
- Universitair kampioen 1500 m - 1975
- West-Duits kampioen 1500 m - 1975, 1977, 1978, 1979, 1980, 1981, 1982
- West-Duits kampioen 5000 m - 1982, 1985, 1987
- West-Duits indoorkampioen 1500 m - 1974, 1975, 1976, 1978, 1979

## Persoonlijke records
| Onderdeel   | Prestatie    | Datum            | Plaats             |
| ----------- | ------------ | ---------------- | ------------------ |
| 1500 m      | 3.31,58 (NR) | 27 augustus 1980 | Koblenz            |
| 1 Eng. mijl | 3.49,98      | 17 augustus 1983 | Berlijn            |
| 2000 m      | 4.52,20 (NR) | 31 augustus 1982 | Ingelheim am Rhein |

## Palmares

### 1500 m
- 1974:  EK - 3.41,1
- 1974:  EK indoor - 3.42,04
- 1975:  EK indoor - 3.44,6
- 1975:  West-Duitse kamp. - 3.40,2
- 1975:  Europacup - 3.39,1
- 1975:  Universiade - 3.39,73
- 1976:  EK indoor - 3.45,3
- 1977:  Europacup - 3.45,38
- 1977:  West-Duitse kamp. - 3.37,9
- 1977:  Wereldbeker - 3.35,98
- 1978:  EK indoor - 3.38,23
- 1978:  West-Duitse kamp. - 3.41,1
- 1979:  EK indoor - 3.42,2
- 1979:  West-Duitse kamp. - 3.37,7
- 1979:  Europacup - 3.36,40
- 1979:  Wereldbeker - 3.46,00
- 1980:  EK indoor - 3.37,54
- 1980:  West-Duitse kamp. - 3.39,66
- 1981:  EK indoor - 3.42,64
- 1981:  West-Duitse kamp. - 3.39,10
- 1982:  West-Duitse kamp. - 3.43,84
- 1983:  EK indoor - 3.39,82
- 1984:  EK indoor - 3.41,75

### 3000 m
- 1985:  EK indoor - 8.10,88

### 5000 m
- 1982:  West-Duitse kamp. - 13.45,14
- 1982:  EK - 13.28,90
- 1983:  Europacup - 13.48,72
- 1983: 6e WK - 13.32,46
- 1985:  Grand Prix - 13.29,01
- 1985:  West-Duitse kamp. - 13.43,92
- 1985:  Europacup - 14.05,72
- 1987:  West-Duitse kamp. - 14.09,16

### veldlopen
- 1979: 166e WK (lange afstand) - 41.47
- 1980: 65e WK (lange afstand) - 38.45,6

## Onderscheidingen
- Duits atleet van het jaar - 1981
- Rudolf-Harbig-Gedächtnispreis - 1985

- Gemeinsame Normdatei: 121927113
- World Athletics: 14346794
- International Standard Name Identifier: 0000 0001 1450 7134
- Library of Congress Control Number: n00091511
- Nationale Bibliotheek van Tsjechië: xx0064561
- Nationale Bibliotheek van Polen: a0000003681256
- Nederlandse Thesaurus van Auteursnamen: 073573884
- Virtual International Authority File: 85719639
- WorldCat: E39PBJjRXwv89HYyqCxXKPyfMP